# Lebersdorf
Lebersdorf (auch Lewersdorf) war ein südöstlich von Alt Olvenstedt auf dem heutigen Gebiet der Stadt Magdeburg gelegenes Dorf. Die ungefähre Ortslage dürfte sich in der Nähe der Koordinaten 52° 9′ 11,2″ N, 11° 36′ 53,3″ O befunden haben.
Erstmals urkundlich erwähnt wurde Lebersdorf, als Lioboltesdorf bezeichnet, 937. König Otto I. schenkte Lebersdorf neben anderen Gütern dem Mauritiuskloster in Magdeburg. 1015 wurde der Ort dann Eigentum des Klosters Unser Lieben Frauen in Magdeburg.
Noch im Mittelalter, vermutlich in der Mitte des 14. Jahrhunderts, wurde Lebersdorf zur Wüstung. Heute erinnert noch der Straßenname Lebersdorfer Straße in Magdeburg an das ehemalige Dorf.